# Betulaceae
Betulaceele (Betulaceae) sunt o familie de plante lemnoase superioare angiosperme din ordinul Fagales, care cuprinde arbori și arbuști, cu flori unisexuate grupate în amenți. Familia cuprinde 6 genuri cu 157 specii răspândite în regiunile temperate și boreale ale emisferei nordice, dar arealul genului Alnus se extinde în America de Sud (în Anzi). Speciile mai importante sunt arinul negru (Alnus glutinosa), arinul de munte (Alnus viridis), mesteacănul (Betula pendula), mesteacănul pitic (Betula nana).

## Specii din România
Flora României conține 13 specii spontane și cultivate ce aparțin la 5 genuri:
- Alnus
  - Alnus glutinosa – Arin negru, Anin negru
  - Alnus incana – Arin alb, Anin alb
  - Alnus viridis – Arin de munte, Anin de munte
- Betula
  - Betula humilis – Mestecănaș
  - Betula nana – Mesteacăn pitic
  - Betula pendula – Mesteacăn
  - Betula pubescens – Mesteacăn pufos
- Carpinus
  - Carpinus betulus – Carpen
  - Carpinus orientalis – Cărpiniță
- Corylus
  - Corylus avellana – Alun, Alun comun
  - Corylus colurna – Alun turcesc
  - Corylus maxima – Alun mediteranean, Alun cu frunza mare, Alun roșu
- Ostrya
  - Ostrya carpinifolia – Carpen negru

## Taxonomie
Familia conține 2 subfamilii cu următoarele genuri:
- Subfamilia Betuloideae
  - Alnus 
  - Betula
- Subfamilia Coryloideae
  - †Asterocarpinus
  - Carpinus
  - †Coryloides 
  - Corylus
  - †Cranea
  - †Kardiasperma 
  - Ostrya
  - Ostryopsis
  - †Palaeocarpinus